# Lasioglossum comorense
Lasioglossum comorense là một loài Hymenoptera trong họ Halictidae. Loài này được Pauly mô tả khoa học năm 2001.